# Hildegardkirche (Viernheim)

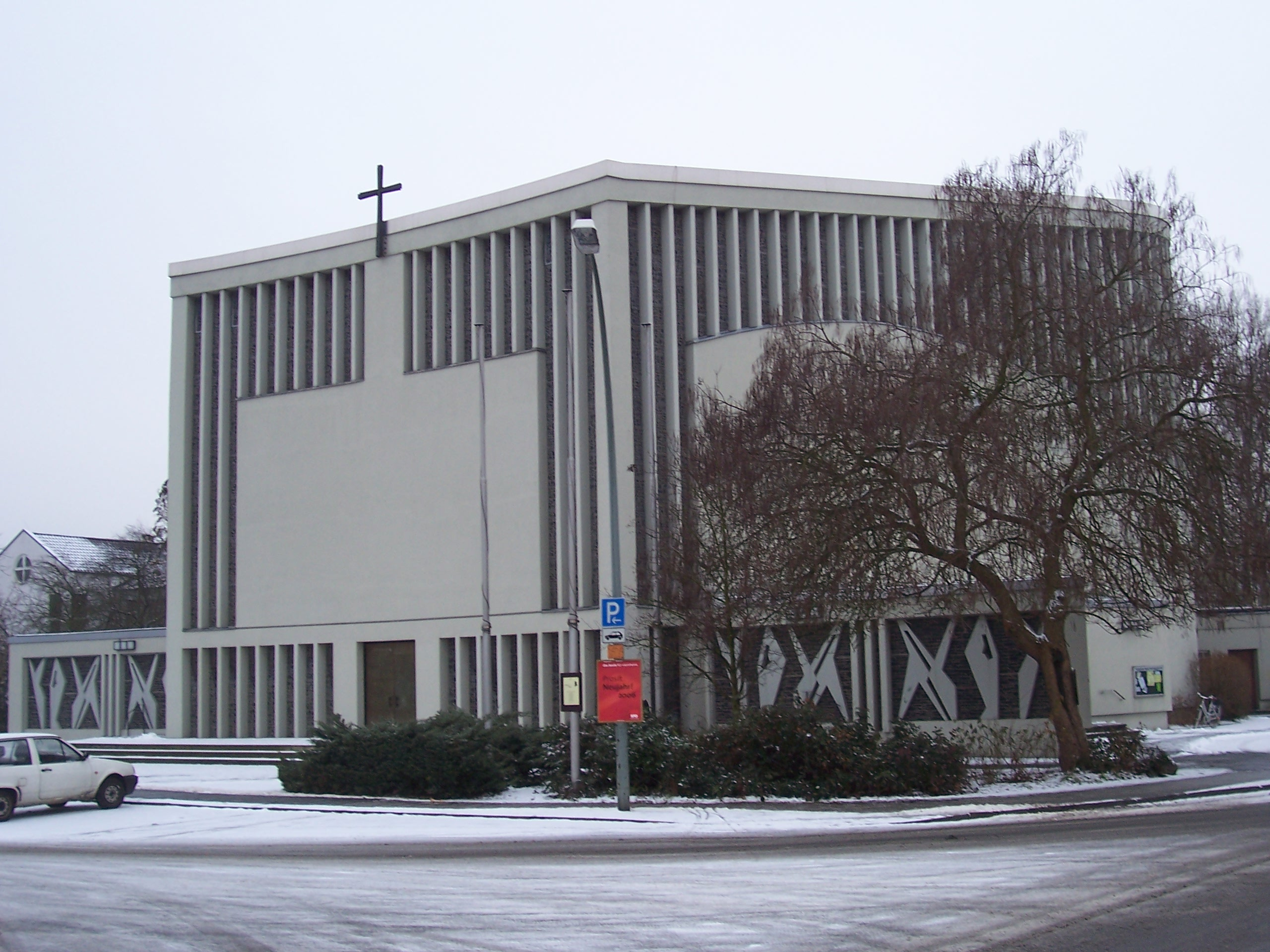
St. Hildegard (Viernheim)

Die römisch-katholische Hildegardkirche steht in der Stadt Viernheim im Landkreis Bergstraße in Hessen. Die Kirche gehört zur Pfarrei Hl. Johannes XXIII. in der Region Südhessen des Bistums Mainz. Kirchenpatronin ist Hildegard von Bingen. 
Die Kirche steht als hessisches Kulturdenkmal unter Denkmalschutz.

## Beschreibung
Die Saalkirche wurde 1963 bis 1966 nach Plänen des Architekten Karl Lochner (1895–1972) errichtet. Die Kirchweihe am 12. März 1966 nahm der Mainzer Bischof Hermann Volk vor. Fehlende Mittel verhinderten den Bau eines geplanten Glockenturms. Der kompakte Betonbau mit einer maximalen Spannweite von 25 Metern hat einen halbrund schließenden Grundriss. Die Außenwände sind zum Teil aus massivem Beton gegossen, teilweise als Lamellenfassadeausgebildet, hinter der sich die Fenster in starkfarbigem Betonglas verbergen. Es handelt sich um eine der größten Betonglasfensterflächen Deutschlands. Die Akustikdecke im Innenraum, in welche die indirekte Beleuchtung integriert ist, steigt in Richtung Altar an, der Fußboden fällt leicht ab. Der sich zum Altar hin weitende Innenraum als großer Gemeinderaum wird ergänzt durch kleine Räume in den Eckkapellen für stille Besinnung und Gebet.
Die Orgel mit 22 Registern, zwei Manualen und einem Pedal in einem Gehäuse aus Eichenholz wurde 1976/77 von der Orgelbaufirma Oberlinger angefertigt. Zunächst war nur ein Teilbau mit 10 Registern vorgesehen, aber die orgelbegeisterte Gemeinde ermöglichte die Nachbestellung der noch fehlenden Teile des  Gesamtwerks.